# 1963 в аніме

## Події
У березні NBC Enterprises оголосила, що розпочне синдикування 52 епізодів Астро Бой у Сполучених Штатах. Серіал розпочнеться в ефір у вересні, а англійську адаптацію очолить Фред Ледд .

## Нагороди
- Нагорода Офудзі Нобуро : Wanpaku Ōji no Orochi Taiji

## Релізи
| Українська назва                       | Японська назва                                      | Тип       | Демографія  | Регіони                  |
| -------------------------------------- | --------------------------------------------------- | --------- | ----------- | ------------------------ |
| Астро Бой                              | 鉄腕アトム(Tetsuwan Atomu)                          | Телефільм | Сьонен      | Японія, Північна Америка |
| Гігантор                               | 鉄人28号(Тецудзін Ніджухаті-ґо)                     | Телефільм | Сьонен      | Японія, Північна Америка |
| 8-й чоловік                            | エイトマン(Ейтоман)                                 | Телефільм | Сьонен      | Японія                   |
| Хлопчик-вовк Кен                       | 狼少年ケン(Окамі Шонен Кен)                         | Телефільм | Діти        | Японія                   |
| Песик Марш                             | わんわん忠臣蔵(Wanwan Chūshingura)                  | Фільм     | Сім'я, Діти | Японія, ЄС               |
| Принц Шисукон                          | シスコン王子(Шісукон Одзі)                          | Телефільм | Сьонен      | Японія                   |
| Село відлюдників                       | 仙人部落(Сеннін Бураку)                             | Телефільм | Сейнен      | Японія                   |
| Маленький принц і восьмиголовий дракон | わんぱく王子の大蛇退治(Wanpaku Ōji no Orochi Taiji) | Фільм     | Сім'я, Діти | Японія                   |